# 步头镇
步头镇，是中华人民共和国广西壮族自治区贺州市八步区下辖的一个乡镇级行政单位。

## 行政区划
步头镇下辖以下地区：
梅花村、步头村、滦水村、梅中村、善中村、黄石村、保塘村、大桂村、象狮村、三和村、大塘村、榕木村、高洞村、坪景村、永和村和保和村。